# La bellezza del mondo
La bellezza del mondo è un film del 1927 diretto da Mario Almirante.

## Trama
Il conte Reni si imbarca su un transatlantico per l'America. Sulla nave si innamora della bella Diana Altieri, attrice di una compagnia teatrale in tournée. Ma anche un ricco imprenditore brasiliano corteggia la donna.